# Jung Sung-sook
Jung Sung-sook, kor. 정성숙 (ur. 26 stycznia 1972) – południowokoreańska judoczka. Dwukrotna medalistka olimpijska.
Brała udział w dwóch igrzyskach (IO 96, IO 00), na obu zdobywała brązowe medale - w 1996 w wadze do 61 kilogramów, w 2000 do 63 kilogramów. Wywalczyła złoty (1995) i brązowy medal mistrzostw świata (1997). W 1994 triumfowała w igrzyskach azjatyckich, w 1998 była druga. Zwyciężała w mistrzostwach Azji w 1991, 1993, 1995, 1996, 1997 i 2000.